# I. e. 11. század
Az i. e. 11. század évei az i. e. 1100. évtől az i. e. 1001. évig tartanak. Az i. e. 12. századot követte és az i. e. 10. század következett utána.
Az i. e. 585. május 28-i napfogyatkozás előtti időpontok mindig bizonytalansággal terheltek, mert nem köthetők ilyen abszolút időponthoz. Ezt a korábbi évszámoknál mindig figyelembe kell venni.

## Események

### Európa
- Hellászban a korai vaskor időszaka i. e. 1100-800 körül
- A latinok megjelennek Itáliában i. e. 1000 körül

### Közel-Kelet
- Urartu (a mai Örményország elődje) kialakulása i. e. 1100 után, pontosabban ismeretlen időpontban
- Amurrú, az amoriták fejedelemsége átalakul, i. e. 1100 körüli időponttól Aramú, majd Soba Aramú a neve (ebből lett később Damaszkosz, majd Szíria)
- Az arameus vándorlás megindulása a Közel-Keleten i. e. 1100 körül
- Asszíria fennhatósága alá vonja Babilont i. e. 1082-1069 között
- I. Tukulti-apil-ésarra asszír király halálával összeomlik az i. e. 1364-től számított Középasszír Birodalom (i. e. 1076 körül)
- Asszír átmeneti időszak, arameus expanzió i. e. 1076-884 között
- Izraelben véget ér a bírák kora i. e. 1050 körül
- Szamal (Sam’al) létrejötte i. e. 1000 környékén

### Egyiptom
- XI. Ramszesz hadjáratot indít Panehszi vezetésével a thébai Ámon-főpap, Amenhotep ellen (i. e. 1085)

### Távol-Kelet
- A Koreai-félszigeten egy korai államalakulat időszaka (i. e. 1122-108)
- Az i. e. 1401 óta fennálló Sang-dinasztia bukása Kínában i. e. 1025 körül. Utódja a Csou dinasztia.

## Uralkodóházak

### Közel-Kelet
- Babilonban a II. iszini dinasztia uralkodik i. e. 1126-1026 között részben az i. e. 12. századhoz tartozik
- Föníciai városkirályságok virágkora i. e. 1050-800 körül
- Mezopotámiában a második tengerföldi dinasztia uralkodik i. e. 1025-1004 között
- Mezopotámiában a Bazi dinasztia kerül hatalomra i. e. 1004 körül

### Egyiptom
- Egyiptomi XX. dinasztia i. e 1186-1070 között részben az i. e. 12. századhoz tartozik
- XI. Ramszesz halálával kihal az óegyiptomi XX. dinasztia, megkezdődik a harmadik átmeneti kor i. e. 1077-1070 körül
- Egyiptomi XXI. dinasztia i. e 1069-950 között

### Távol-Kelet
- Kínában a Sang dinasztia uralkodik i. e. 1401-1025 között. Uralmának végén a 11. században több önálló állam válik el tőle, egyikük, a Csou dinasztia állama fel is váltja.
- Kínában a Csou dinasztia uralkodik i. e. 1050-770 között, 1025 körül a Sang dinasztia uralmát is megdöntik

## Fontosabb személyek

### Uralkodók

#### Asszíria
- I. Tukulti-apil-ésarra i. e. 1115-1076 között részben az i. e. 12. századhoz tartozik
- Asaríd-apil-Ékur i. e. 1076-1074 között
- Assur-Bél-kala i. e. 1074-1056 között
- II. Eríba-Adad i. e. 1056-1054 között
- IV. Sasmi-Adad i. e. 1054-1050 között
- II. Assur-nászir-apli i. e. 1050-1031 között
- II. Sulmánu-asarídu i. e. 1031-1019 között
- IV. Assur-nirári i. e. 1019-1013 között
- II. Assur-rábi i. e. 1013-972 között részben az i. e. 10. századhoz tartozik

#### Babilon
- Marduk-nádin-ahhé i. e. 1100-1082 között
- Marduk-sápik-zéri i. e. 1082-1069 között
- Szimbarsipak i. e. 1025-1008 között
- Éa-mukín-zéri i. e. 1008-ban öt hónapig
- Kassú-nádin-ahhé i. e. 1006-1004 között
- Éulmas-sákin-szumi i. e. 1004-988 között részben az i. e. 10. századhoz tartozik

#### Kína
- Cs'eng Wang (vagy Csou Cseng), nyugati Csou) i. e. 1115-1079 részben az i. e. 12. századhoz tartozik
- Li Wang (nyugati Csou) i. e. 1052-1002

#### Athén
- Melanthosz, Athén legendás királya uralkodik i. e. 1126-1089 között részben az i. e. 12. századhoz tartozik
- Kodrosz legendás uralkodása Athénben i. e. 1089-1068 között
- Medón legendás uralkodása Athénben i. e. 1068-1048 között
- Akaszthosz legendás uralma Athénben i. e. 1048-1012 között
- Arkhipposz legendás uralma Athénben i. e. 1012-től

### Izrael
- Saul, Izrael királya
- Dávid, Izrael királya, i. e. 1010-970 körül

### Egyéb államok
- A legendás briton uralkodók listája szerint Ebraucus halálával Zöldpajzsú Brutus lép trónra i. e. 1005
- Soba Aramú fejedelme Rezón i. e. 1000 körül

### Egyéb személyek

#### Főpapok
- Herihór főpap i. e. 1080-ig
- Pajanh főpap i. e. 1080-1071 között
- Maszaherta főpap i. e. 1054-1045 között
- Dzsedkhonsz-ivefankh főpap i. e. 1046-1045 között

## Találmányok, felfedezések
- A vasból készült használati tárgyak első ismert darabját eltemették Pompeionban egy előkelő sírjában az i. e. 11. században
- Kenya fennsíkján a földművelő gazdálkodás legkorábbi emlékei i. e. 1000 körül
- A Föníciai ábécé kialakulása i. e. 1000 körül

## Évtizedek és évek
Az időszámításunk előtti 11. század i. e. 1001-től i. e. 1100-ig tart.
| i. e. 1100-as évek | i. e. 1109 | i. e. 1108 | i. e. 1107 | i. e. 1106 | i. e. 1105 | i. e. 1104 | i. e. 1103 | i. e. 1102 | i. e. 1101 | i. e. 1100 |
| i. e. 1090-es évek | i. e. 1099 | i. e. 1098 | i. e. 1097 | i. e. 1096 | i. e. 1095 | i. e. 1094 | i. e. 1093 | i. e. 1092 | i. e. 1091 | i. e. 1090 |
| i. e. 1080-as évek | i. e. 1089 | i. e. 1088 | i. e. 1087 | i. e. 1086 | i. e. 1085 | i. e. 1084 | i. e. 1083 | i. e. 1082 | i. e. 1081 | i. e. 1080 |
| i. e. 1070-es évek | i. e. 1079 | i. e. 1078 | i. e. 1077 | i. e. 1076 | i. e. 1075 | i. e. 1074 | i. e. 1073 | i. e. 1072 | i. e. 1071 | i. e. 1070 |
| i. e. 1060-as évek | i. e. 1069 | i. e. 1068 | i. e. 1067 | i. e. 1066 | i. e. 1065 | i. e. 1064 | i. e. 1063 | i. e. 1062 | i. e. 1061 | i. e. 1060 |
| i. e. 1050-es évek | i. e. 1059 | i. e. 1058 | i. e. 1057 | i. e. 1056 | i. e. 1055 | i. e. 1054 | i. e. 1053 | i. e. 1052 | i. e. 1051 | i. e. 1050 |
| i. e. 1040-es évek | i. e. 1049 | i. e. 1048 | i. e. 1047 | i. e. 1046 | i. e. 1045 | i. e. 1044 | i. e. 1043 | i. e. 1042 | i. e. 1041 | i. e. 1040 |
| i. e. 1030-as évek | i. e. 1039 | i. e. 1038 | i. e. 1037 | i. e. 1036 | i. e. 1035 | i. e. 1034 | i. e. 1033 | i. e. 1032 | i. e. 1031 | i. e. 1030 |
| i. e. 1020-as évek | i. e. 1029 | i. e. 1028 | i. e. 1027 | i. e. 1026 | i. e. 1025 | i. e. 1024 | i. e. 1023 | i. e. 1022 | i. e. 1021 | i. e. 1020 |
| i. e. 1010-es évek | i. e. 1019 | i. e. 1018 | i. e. 1017 | i. e. 1016 | i. e. 1015 | i. e. 1014 | i. e. 1013 | i. e. 1012 | i. e. 1011 | i. e. 1010 |
| i. e. 1000-es évek | i. e. 1009 | i. e. 1008 | i. e. 1007 | i. e. 1006 | i. e. 1005 | i. e. 1004 | i. e. 1003 | i. e. 1002 | i. e. 1001 | i. e. 1000 |
| i. e. 990-es évek  | i. e. 999  | i. e. 998  | i. e. 997  | i. e. 996  | i. e. 995  | i. e. 994  | i. e. 993  | i. e. 992  | i. e. 991  |            |